# Hủ tiếu Hồ
Hủ tiếu Hồ là một món ăn nổi tiếng ở Chợ Lớn, còn có tên gọi khác là "Hủ tiếu Triều Châu" do xuất xứ của nó bắt nguồn từ Triều Châu. Không như những món hủ tiếu khác, món ăn thường được dùng với cải chua và lòng heo khìa để hãm béo, và sợi hủ tiếu khá lạ mắt.